# Краукліс Ян Криш'янович
Ян (Яніс) Краукліс (латис. Jānis Krauklis; (25 червня 1895 , Салацгріва  — 22 квітня 1938 , Москва )) — керівний співробітник органів ВЧК-ДПУ-НКВС. Майор державної безпеки. У 1930-х роках очолював почергово відділи ДПУ: Дніпропетровської, Чернігівської та потім Харківської області.

## Життєпис
Народився 25 червня 1895 року в Салац, Ліфляндській губернії, Російської імперії у селянській родині.
Член РСДРП(б) з 1913 року.
Арештований в жовтні 1915 року і засуджений до адміністративної висилки в Іркутську губернію в село Бєлоусово. Звільнений 19 березня 1917 року.
З 1917 року по 1918 рік — комісар міліції в Ризі.
З 1918 року по 1919 рік — слідчий ВЧК при РНК РРФСР.
З 1919 року по 1920 рік — голова Двинской повітової ЧК.
З 1920 року по 1922 рік — в Особливому відділі ВЧК.
З 1922 року по 1923 рік — начальник Новоград-Волинського прикордонного відділу ДПУ.
З 1923 року по 1925 рік — начальник Економічного відділу Донецького губернського відділу ДПУ.
З 1925 року по 1928 рік — начальник Криворізького окружного відділу ДПУ.
З 11 червня 1928 року по 5 вересня 1930 року — начальник Сталінського окружного відділу ДПУ.
З 1 жовтня 1930 року по грудень 1931 року — начальник Харківського оперативного сектора ДПУ.
З грудня 1931 року по 14 лютого 1932 року — начальник Дніпропетровського оперативного сектора ДПУ.
З 14 лютого 1932 року по 17 серпня 1933 року — начальник Дніпропетровського обласного відділу ДПУ.
З серпня 1933 року по 15 січня 1934 року — начальник Чернігівського обласного відділу ДПУ.
З 15 січня 1934 року по 4 червня 1934 року — начальник Харківського обласного відділу ДПУ.
З 28 серпня 1934 року по січень 1935 року — начальник Управління пожежної охорони НКВС Української РСР.
З 9 січня 1935 року по 26 липня 1937 року — начальник 10 відділу — Управління місць ув'язнення НКВС Української РСР, майор державної безпеки.
З 1937 року — начальник Кулойского виправно-трудового табору НКВС (Архангельська область)
1 січня 1938 року був арештований.
22 квітня 1938 року розтріляний у Москві.

## Відзнаки
- Орден Трудового Червоного Прапора УСРР (20.12.1932)[1]

## Родина
Дружина — Олександра Порфиріївна Краукліс.